# 안개 속에 가버린 사람
"안개 속에 가버린 사람"은 한국에서 제작된 변장호 감독의 1969년 영화이다. 김지미 등이 주연으로 출연하였고 서종호 등이 제작에 참여하였다.

## 출연
- 김지미 : 나영 역
- 오영일 : 강진 역
- 정민 : 태흥물산 사장 역
- 태현실 : 현주 역
- 한은진
- 윤인자

## 기타
- 조명: 이현우
- 미술: 노인택